# The Ren & Stimpy Show
The Ren & Stimpy Show, popularmente chamado de Ren & Stimpy, foi uma série animada para adultos televisa estadunidense-canadense criada por John Kricfalusi para a Nickelodeon.

## Sinopse
A série segue as aventuras de Ren, um emocionalmente instável chihuahua, e Stimpy, um gato meigo.

## Produção
Ren & Stimpy estreou no dia 11 de Agosto de 1991 como um dos três Nicktoons originais, juntamente com Rugrats e Doug. 
Ao longo de sua transmissão, a série gerou muitas controvérsias pelo seu humor vulgar adulto, como insinuações sexuais, humor negro, ofensas religiosas e violência bruta, que eram muito raras nas séries de animação infantil da época. O cartoon terminou no dia 16 de dezembro de 1995, com um total de cinco temporadas e 52 Eepisódio|s.

## Personagens

### Principais
- Renwick "Ren" Hoek: O protagonista da série. É um chihuahua neurótico e nervoso. É o "amigo" de Stimpy, apesar de descontar sua fúria nele. Seus hobbies são ler o jornal e observar garotas. Ele adora fumar.
- Stimpson "Stimpy" J. Gato: É o melhor amigo de Ren, embora esconda uma possível homossexualidade dele. Possui um grande nariz azul e um cérebro do tamanho de uma noz. Ele é desajeitado, faz coisas estranhas e adora desenhos animados, mesmo já sendo velho para eles.

### Secundários e recorrentes
- George Liquor: É o dono do Ren e do Stimpy. Ele tem uma personalidade meio infantil e comporta-se como um fanfarrão, embora também seja sincero e generoso. Ele é meio estranho e possui os caracteres dos protagonistas, sendo que, certas vezes, enerva-se como Ren e outras faz parvoíces como Stimpy. Ele confunde Stimpy (gato) com um cão. Kricfalusi retratou o personagem como um fanfarrão patriótico, sincero e conservador. Tem um sobrinho chamado Jimmy.

- Sr. Cavalo: É um cavalo que aparece em alguns episódios, interpretando um papel diferente em cada aparição. Kricfalusi teria tido como inspiração o personagem QuickDraw McGraw (Pepe Legal) da Hanna-Barbera para o criar.
- Escocês: Um escocês muito rico que mora num castelo na Escócia.
- Mr. e Mrs. Pipe: São um casal que Ren e Stimpy tentam tirar proveito. A intenção de John K. em esconder os rostos era parodiar o estilo antigo das personagens racistas. No episódio "Rubber Nipple Salesman" eles conseguem vender-lhes bicos. Em "The Big Baby Scam" eles tentam se disfarçar de bebés para conseguirem ter uma melhor vida.

## Dubladores
| Dublagem            | Dublagem                                           | Dublagem                                          | Dublagem         |
| Personagens         | Países                                             | Países                                            | Países           |
| Personagens         | Estados Unidos                                     | Brasil                                            | Portugal *       |
| ------------------- | -------------------------------------------------- | ------------------------------------------------- | ---------------- |
| Ren                 | Billy West (1993-1995)                             | Marco Ribeiro                                     | André Maia       |
| Ren                 | John Kricfalusi (1991-1992)                        | Marco Ribeiro                                     | André Maia       |
| Stimpy              | Billy West                                         | Marco Antônio Costa                               | Rui de Sá        |
| George Liquor       | Harris Peet                                        | Júlio Chaves                                      | Jorge Sequerra   |
| Sr. Cavalo          | John Kricfalusi (1991-1993) Billy West (1993-1995) | Guilherme Briggs                                  | Jorge Sequerra   |
| Homem-Torrada em Pó | Gary Owens                                         | Guilherme Briggs                                  | Jorge Sequerra   |
| Mr. Pipe            | Billy West                                         | Darcy Pedrosa (1ª voz) / Alfredo Martins (2ª voz) | Jorge Sequerra   |
| Mrs. Pipe           | Cheryl Chase                                       | Melise Maia                                       | Ermelinda Duarte |
| Narrador(es)        | John Kricfalusi                                    | Márcio Seixas                                     | Rui de Sá        |
| Narrador(es)        | John Kricfalusi                                    | Márcio Seixas                                     | André Maia       |
| Narrador(es)        | John Kricfalusi                                    | Márcio Seixas                                     | Jorge Sequerra   |
| Estúdio de Dublagem |                                                    | Audio News                                        | Nacional Filmes  |

- * Dobragem SIC

## História

### Popularidade
Apesar de ser um produto do canal pago infantil Nickelodeon, The Ren & Stimpy Show (série que no Brasil e em Portugal ficou conhecida como Ren & Stimpy) teve uma reputação de mensagens e insinuações subversivas (como o cancelado Invasor Zim). 
De fato, o programa rompeu os limites do bom gosto mais do que qualquer outro desenho havia feito antes: seu nível de humor escatológico, particularmente fixado em flatulências e ranho, só foi ultrapassado talvez por Beavis and Butt-Head ou The Brothers Grunt. Apesar de algumas vezes parecer apenas uma série escatológica e visualmente repulsiva, a série satirizava vários aspectos da cultura norte-americana da maneira mais ofensiva possível e causou desconforto em muitos telespectadores e executivos do estúdio.

## Quadrinhos
Foi lançada uma série de histórias em quadradinhos de Ren & Stimpy, produzida pela Marvel Comics e pela Marvel Absurd, responsável pelos quadradinhos de Beavis and Butt-Head.

### Edição
Depois que John Kricfalusi foi demitido, a Nickelodeon contratou uma nova equipe de animação para dirigir a continuação dos episódios de um modo mais educativo.

### Músicas
The Ren and Stimpy Show e The Ren and Stimpy Adult Party Cartoon apresentaram uma grande variedade de músicas, que vão desde a folk pop ao jazz. 
A abertura e os temas de encerramento foram compostas por um grupo de empregados Spümcø sob o nome de Die gritar Lederhosen, como uma banda desenhada de reconstrução, a banda alemã Die Toten Hosen. 
Ren e Stimpy, também lançaram três álbuns: Crock O 'Natal, Você Eediot!, Rádio e Daze.
O personagem do inflamador ficar feliz hino intitulado Feliz, feliz, alegria, foi escrito por Charlie Brissette, John Kricfalusi, e Christopher Reccardi. 
A capa desta canção, realizado por cera, é incluída no álbum tributo 1995 sábado Manhã: Cartoons' Greatest Hits, produzida por Ralph Sall para a MCA Records. Também são usadas músicas produzidas pela APM Music.

### DVD e Internet
Vários episódios de Ren & Stimpy foram lançados pela Time-Life como o "Melhor de", em Setembro de 2003. Este conjunto está agora fora de impressão.
Em 12 de outubro de 2004, Paramount Home Entertainment lançou a primeira completa duas temporadas em uma caixa de três discos set. 
Embora a imprensa cobrir arte e materiais alegaram os episódios foram lançados "sem cortes", um punhado de episódios eram, na realidade, editados devido ao uso das fitas que a Spike TV utilizava. 
Um dos episódios da segunda temporada, "Sven Hoek", não têm reinseridas filmagens de uma fita VHS, mas com um relógio exibido na tela. A cena foi mais tarde restaurada por fãs.
Um conjunto de dvds chamados "Três Temporada e Meia", contendo toda a temporada três e na primeira metade da temporada quatro (até "It's A Dog's Life / Egg Yolkeo"), seguido em 28 de junho de 2005, com "Quinta Temporada e Mais um pouco da Quarta", completando a série para a Nickelodeon, em 20 de Julho.
Em 17 de julho de 2006, um conjunto de DVD duplo chamados "The Lost Episodes" foi lançada. 
O conjunto "The Lost Episodes" mostram tanto os episódios exibidos e os episódios não exibidos de Ren e Stimpy Adult Party Cartoon, bem como clipes de episódios inacabados.
Ren & Stimpy também foi exibida no bloco Nick @t Nite da Nickelodeon às 00:00 aos sábados e domingos.
Os episódios foram postados em alguns países e podem ser achados e assistidos na Internet.  
Nos Estados Unidos, alguns estadunidenses lançaram vídeos na Dailymotion. Já em Portugal, alguns portugueses lançaram os episódios na Vimeo, com a dobragem portuguesa da SIC. 

## Críticas, controvérsias e cancelamento

### Abuso de violência
Muitos pais de crianças criticavam o fato do idiota mas bem educado e gentil Stimpy ser alvo de violência e ameaça constante por parte do seu suposto "amigo" Ren, geralmente na forma de um potente tapa na cara ou um chute. Há ainda vários momentos em que Ren (ou algum coadjuvante) irrompe em uma fúria psicótica e tenta assassinar Stimpy (Por exemplo: dizer palavrões, bater, dar murros, beliscar ou assassinar) ou outro personagem submisso (no episódio Man's Best Friend, Ren espanca violentamente George Liquor com um remo). Enquanto a consciência geralmente impede Ren, essas cenas perturbadoras ajudaram a elevar o número de críticas de pais e educadores. 
Cenas desse tipo sâo consideradas bullying indicam uma possível tendência de Ren em ser paranoico e esquizofrênico.

### Conotação sexual e homossexualidade
Umas das particularidades do show era a presença bizarra de nojeira sexual na animação. No episódio "A hard days luck" há uma cena em o escocês chora e quando chora baixa os braços e quando os baixa é possível observar que o seu design está muito parecido com o de um pénis.  
Um outro episódio polémico, este dirigido por Kricfalusi, foi o "The great outdoors" onde Ren e Stimpy deparam-se com um lago e acabam por ir tomar banho completamente pelados e acabam por ser surpreendidos por uma família nudista que toma banho junto com eles. Essa cena foi apontada como "gay" por vários fãs, embora não seja assim tão convincente. 
A Nickelodeon censurou um episódio em particular, apenas disponível em VHS e dirigido pelo próprio Kricfalusi, em que sugeria que Ren e Stimpy eram, na verdade, namorados secretos o que revelava que eles eram amantes gays, fazendo com que a reputação da Nickelodeon caísse muito. 

### Polêmica ao nojo do programa
A Nickelodeon recebeu diversas críticas ao conteúdo do show entre elas uma censura sobre o show ser muito asco, o fato de que o conteúdo asco do show seria não adequado para crianças como em vários episódios. 
A polémica sobre o show ser muito asco é uma das 4 polémicas que o show recebeu excluindo a polémica do episódio em VHS que foi uma crítica feita pela própria Nickelodeon o que fez que metade das pessoas não veem.
No total foram 50 censuras editadas e censuradas que teve.

### Cancelamento e Reprises
A série não foi cancelada, e sim banida da Nickelodeon Studios em 1996. Os executivos da Nickelodeon resolveram cancelar o programa em todas as redes de televisão , porque não era adequado para ao público da Nickelodeon e aos padrões dos Nicktoons. Posteriormente, voltou à Nickelodeon dos Estados Unidos para ser transmitida no Nick @t Nite, depois da 00h. 
Ao longo dos anos 2000, Ren & Stimpy Show foi reprisado no Brasil várias vezes, juntamente com o Ren & Stimpy Adult Party Cartoon. Em Portugal e no Brasil, Ren & Stimpy, junto com as sagas de anime de Dragon Ball e Os Cavaleiros do Zodiaco foram três casos controversos entre pais e educadores de crianças na década de 90.   
Em Portugal, The Ren & Stimpy Show teve uma reprise no FX (atual Fox Comedy) em Setembro de 2009, com uma nova dobragem portuguesa. Foi emitido às 18h45 da tarde.  

## Retorno

### The Ren & Stimpy Adult Party Cartoon
Foi lançada uma versão mais direcionada ao público adulto, chamada The Ren and Stimpy Adult Party Cartoon, apresentando episódios feitos sob a tutela de Kricfalusi, exibidos no canal Spike TV. Em 2004, Ren & Stimpy recebeu a posição número 18 da lista da emissora Channel 4 de 100 Melhores Desenhos. Foi transmitido pelo canal pago VH1. Alguns Episódios tinham pornografia e violência inadequada. Por isso que é chamado de The Ren and Stimpy Adult Party Cartoon ou Ren & Stimpy Adult Party Cartoon.

## Canais e anos em que séries do Ren & Stimpy foram exibidas no Brasil

### Brasil
No Brasil, o primeiro canal a exibir o desenho foi o Multishow, no dia 1º de outubro de 1994, dentro do bloco da Nickelodeon criada pelo canal, porém sendo exibido na versão legendada em português até o fim do bloco em 1997. No entanto, quando a Nickelodeon foi lançada no Brasil, a série não foi exibida durante os primórdios do canal, então permaneceu inédita até 2001, quando fez sua estreia definitiva no canal e foi exibido até 2003. Voltou a ser exibido através do bloco Nick Hits em 2009, que era exibido nos fins de noite dos fins de semana, e posteriormente no Nick at Nite, que foi sua última exibição. Foi também exibido entre 2002 e 2004 na extinta Locomotion, onde chegou a exibir também os episódios banidos. 
No dia 09 de Setembro de 2024 o canal Comedy Central passa a exibir o desenho no especial "Invasão da animação" onde passa de segunda a sexta as 15:15 da tarde, Acabando a transmissão em Janeiro de 2025 
- 1994-1997 Multishow legendado as 1ª,2ª e 3ª temporada;
- 1998-2003 Nickelodeon dublado todas as temporadas;
- 2002-2004 Locomotion dublado todas as temporadas (incluindo episódios banidos);
- 2009-2010 Nick Hits dublado as 3ª, 4ª e 5ª temporada;
- 2010-2011 Nick at Nite dublado as 3ª e 5ª temporada;
- 2024-2025 Comedy Central dublado todas as temporadas;

### Ren & Stimpy Adult Party Cartoon
- 2004-2004 Multishow legendado;
- 2007-2008 VH1 Brasil dublado;

## Canais e anos em que séries do Ren & Stimpy foram exibidas em Portugal
Em Portugal, The Ren & Stimpy Show foi transmitido pela SIC de Outubro de 1993 a 1998. Começou SIC no Buèrèré da Ana Malhoa, provocando grande impacto no país e ganhando fãs. Porém, a sua exibição no programa foi interrompida pelo próprio canal, devido a queixas e acusações ligadas ao conteúdo adulto, passando a ser transmitido em horário nobre entre 1994 e 1995, e passando a 3 tempoeada e meia ao domingo de manhã, dando as temporadas todas, e sempre com bons níveis de audiência. Em 2002, foi transmitido pela SIC Radical, junto com o Dragon Ball. Aproveitando o sucesso de The Simpsons, a FOX iniciou em 2009, a transmissão de uma nova versão dobrada em português da série. Mais tarde o FX transmite a série na sua versão original e legendada, e os três episódios de Ren & Stimpy Adult Party Cartoon, até ao momento inéditos no país. 

### The Ren & Stimpy Show
- 1993 - 2001 (1998 Regilarmene) SIC
- 2002 - 2003 SIC Radical
- 2009 - 2010 FOX
- 2011 - 2012 FX

### Ren & Stimpy Adult Party Cartoon
2011-2012 FX

## Canais e anos em que séries do Ren & Stimpy foram exibidas nos Estados Unidos

### The Ren & Stimpy Show
- 1991-1995 Nickelodeon;
- 1992-1994 YTV;
- 1996-1998 MTV;
- 1999-2000 VH1;
- 2003-2003 Nickelodeon;
- 2003-2004 Spike TV;
- 2002-2011 Nicktoons Network;
- 2011-Presente TeenNick;

### Ren & Stimpy Adult Party Cartoon
- 2004-2005 Spike TV;
- 2009-2009 Spike.